# Wapen van Maarsseveen

Wapen van Maarsseveen

Het wapen van Maarsseveen is officieel nooit aan de Utrechtse gemeente Maarsseveen toegekend. De gemeente maakte gebruik van het wapen van de ambachtsheerlijkheid Maarsseveen, welke wel werd bevestigd door de Hoge Raad van Adel op 30 september 1818  en in gebruik was tot 1 juli 1949. De gemeente Maarsseveen ging toen op in gemeente Maarssen, nu onderdeel van gemeente Stichtse Vecht.

## Blazoenering
De blazoenering van het wapen luidde als volgt:
Van zilver, beladen met een zwart varken, staande op een groen terras.
De heraldische kleuren zijn zilver (wit), sabel (zwart) en sinopel (groen).

## Verklaring
Bij de site Nederlandse Gemeentewapens wordt geen verklaring gegeven. De heerlijkheid van Maarsseveen was vanaf de aankoop door Johan Huydecoper van Maarsseveen in 1640 in bezit van het geslacht Huydecoper van Maarsseveen. Dit geslacht voerde in het hartschild van hun familiewapen een zwart varken op een zilveren schild. Opmerkelijk is dat het rechtshuis, tevens vergaderplaats, een herberg was met de naam "Het zwarte varken".

## Verwante wapens

Wapen van het geslacht Huydecoper volgens het register van de Hoge Raad van Adel per 28 augustus 1814
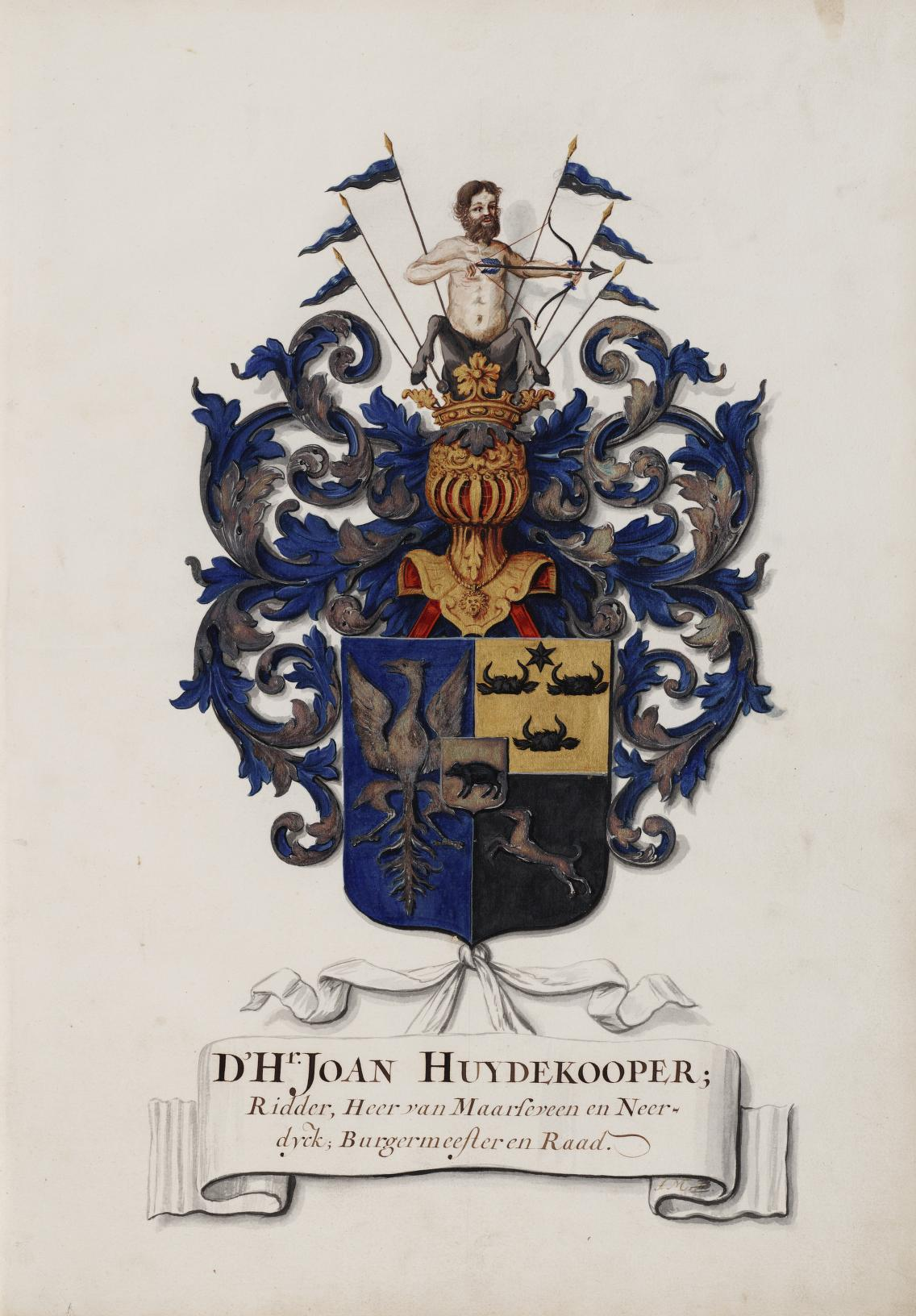
Wapen van Joan Huydecoper van Maarsseveen door Jan Moninckx

Abcoude
· Abcoude-Baambrugge
· Abcoude-Proostdij
· Achttienhoven
· Amerongen
· Benschop
· Breukelen
· Breukelen-Nijenrode
· Breukelen-Sint Pieters
· Bunnik
· Cothen
· Darthuizen
· De Vuursche
· Doorn
· Driebergen
· Driebergen-Rijsenburg
· Everdingen
· Haarzuilens
· Hagestein
· Harmelen
· Hoenkoop
· Hoogland
· Houten
· Indijk
· Jaarsveld
· Jutphaas
· Kamerik
· Kockengen
· Langbroek
· Leersum
· Linschoten
· Loenen
· Loenersloot
· Loosdrecht
· Maarn
· Maarssen
· Maarsseveen
· Maartensdijk
· Mijdrecht
· Nigtevecht
· Noord-Polsbroek
· Odijk
· Oudenrijn
· Polsbroek
· Rijsenburg
· Ruwiel
· Schalkwijk
· Snelrewaard
· Sterkenburg
· Stoutenburg
· Tienhoven
· Vianen 
· Vinkeveen
· Vinkeveen en Waverveen
· Vleuten
· Vleuten-De Meern
· Vreeland
· Vreeswijk
· Waarder
· Waverveen
· Werkhoven
· Westbroek
· Willeskop
· Willige Langerak
· Wilnis
· Zegveld
· Zuilen
· Zuid-Polsbroek